# Джонс, Джонни (блюзмен, Теннесси)
Не следует путать c Литтл Джонни Джонсом (1924—1964), известным блюзовым пианистом
Не следует путать c Джонни Джонсоном (1941—2015), известным блюзовым пианистом
Не следует путать c Джонни «Ярд Дог» Джонсом (1941—2015), известным блюзовым гитаристом
Джонни Джонс (англ. Johnny Jones), настоящее имя Джон Альберт Джонс-младший (англ. John Albert Jones Jr.; 17 августа 1936, Идс, Теннесси, США  — 16 октября 2009, Нашвилл, Теннесси, США) — американский блюзовый гитарист, вокалист и автор песен. Номинант Blues Music Awards в номинации «Альбом-возвращение» (1999).

## Биография
Джонни Джонс родился в Идсе, ныне большей частью входит в состав Мемфиса. После развода родителей жил с отцом, который пел в местных госпел-группах, в Мемфисе. В 1955 году переехал к матери в Чикаго, и по его словам «Вот тогда я действительно начал серьезно относиться к гитаре». С 1956 года начал выступать в клубах Чикаго. Вместе с харпером Уолтером Макколлумом они образовали небольшую группу, которая регулярно работала с харпером Джуниором Уэллсом и гитаристом Фредди Кингом. Вскоре Джонс вернулся в Теннесси, где сформировал первую группу Imperial Seven. Тед Джарретт, продюсер из Нашвилла, дал Джонсу первую студийную работу: запись на сингле певца Джина Эллисона и саксофониста Джимми Бека. Он принял участие в записи хита Бека «Pipe Dreams», а также песни «Every Night Of The Week» Ларри Бёрдсонга. Вскоре Джонс выступал шесть ночей в неделю в городском клубе Нашвилла New Era с группой Imperials и в 1963 году записал с ними сингл «Really». В то время Джонс оказал ключевое влияние на раннее музыкальное развитие Джими Хендрикса, обосновавшегося в Нашвилле в начале 60-х. По словам Джонса: «Я учил Джими. У него было всё, что ему было нужно, но ему нужно было направление. Я дал ему направление».  
После двух лет совместной работы Хендрикс уехал из города и Джонс стал работать в группе Jimi's King Casuals, группе, созданной Джими Хендриксом, позднее переименованной в Beat Boys, с которой Джонс записал сингл «All Strung Out»/«Fingerlickin'». Его заметил промоутер Генри Уинном и в Атланте Джонни Джонс в конце 1960-х выпустил три сингла фанковый Soul Poppin', трибьют Хендриксу Purple Haze, и Chip Off The Old Block с явным влиянием Альберта Кинга. В начале 1970-х вышли ещё два сингла Mighty Low и Do Unto Others, а затем Джонс до 1976 году взял длительный перерыв, после которого Джонс устроился в группу Бобби Блэнда, где играл три года. В 1979 году популярность блюза упала, и Джонс открыл в Нэшвилле ресторан. Лишь в середине 1990-х продюсер Фред Джеймс разыскал Джонса и привёз его на фестиваль в Утрехт, где Джонс заключил контракт с Black Magic, и выпустил альбом I Was Raised On The Blues, который претендовал на звание «Альбом-возвращение» Blues Music Awards в 1999 году. Living Blues написал про альбом: «Джонс обладает мощным голосом, с гитарной атакой, направленной между Би Би Кингом, Альбертом Кингом и Фредди Кингом — с небольшим перевесом в сторону Альберта. Продюсер Фред Джеймс отвечает за ритм-гитару и фортепиано и является автором или соавтором четырех песен, включая тонко фанковый „Snaky Suspicion“ и бескомпромиссный титульный трек» . В дальнейшем Джонс записал ещё несколько альбомов и гастролировал в США и за рубежом.  
Джонс умер 14 октября 2009 года в Нэшвилле в возрасте 73 лет, его тело обнаружили дезинсекторы в его квартире.
Электрогитара Джонса Gibson ES-345 и усилитель Lab Series L7 хранятся в Зале славы кантри-музыки в Нэшвилле .
«Любители блюза и рока из Нэшвилла давно рассказывают историю о легендарном противостоянии блюзовых гитар между Хендриксом и Джонсом в Club Baron в 60-х. Джонс заслужил достаточно аплодисментов, чтобы его признали победителем, но в 2003 году он сказал что, по его мнению, Хендрикс его переиграл».

## Дискография
- 1998: I Was Raised On The Blues (Black Magic Records)
- 2000: In The House (Crosscut Records)
- 2001: Blues Is In The House с Чарльзом Уокером (NorthernBlues Music)
- 2007: Can I Get An Amen? (Blue Label)